# Aldeavieja de Tormes
Aldeavieja de Tormes – gmina w Hiszpanii, w prowincji Salamanka, w Kastylii i León, o powierzchni 12,85 km². W 2011 roku gmina liczyła 105 mieszkańców.